# Toni Burghart
Toni Burghart (* 14. Juni 1928 in Nürnberg; † 28. Dezember 2008 ebenda) war ein Nürnberger Künstler. Er wirkte vorwiegend als Maler und Zeichner, gelegentlich als Autor.

## Leben und Wirken

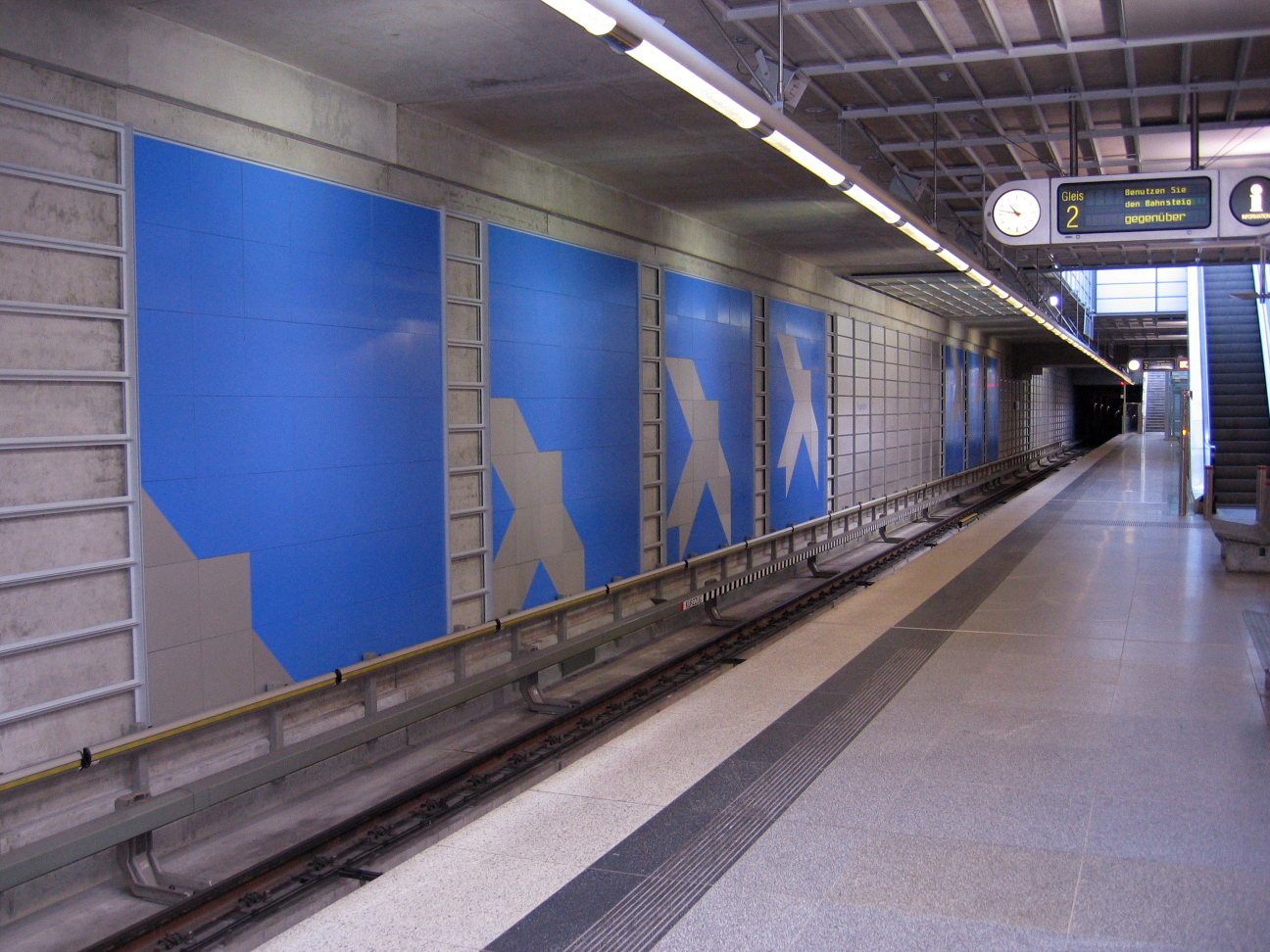
Mosaik im U-Bahnhof am Flughafen Nürnberg

Im Dürer-Jahr 1928 geboren, fühlte sich Toni Burghart schon in frühen Jahren zum Maler berufen. Bis 1946 machte er eine Lehre als Lithograph und  bis 1950 setzte er seine Ausbildung als Graphiker an der Fachoberschule für Gestaltung fort. Anschließend studierte er 1951/1952 an der Akademie der Bildenden Künste Nürnberg, beziehungsweise ihrem damaligen Sitz in Ellingen. Ab 1952 war er freischaffender Maler und Grafiker in Nürnberg.
Burgharts Bildsprache griff immer wieder Motive seiner Heimatstadt auf. Immer wieder ironisierte er Motive Albrecht Dürers. Im Nachruf durch den Nürnberger Oberbürgermeister Ulrich Maly hieß es: „Toni Burghart hat sich wie kein Zweiter auf die ihm eigene künstlerische Art an der Gestaltung unserer Stadt kritisch, mahnend und ironisch beteiligt. Sein humorvoller und hintersinniger Bild- und Sprachwitz hat immer getroffen, aber nie verletzt.“
Burghart hatte Einzelausstellungen in Nürnberg, Stuttgart, Barcelona, London und wurde 1998 mit dem Preis der Stadt Nürnberg ausgezeichnet. Im Jahr 2007 illuminierte Burghart im Rahmen der “Blauen Nacht” die Nürnberger Kaiserburg.
Er war Mitglied der Künstlergruppe Der Kreis.
Im Frühsommer des Jahres 2021 tauchten über 200 in Vergessenheit geratene Werke Burgharts auf, die in der Meistersingerhalle eingelagert waren.

## Auszeichnungen
- 1965 Förderpreis der Stadt Nürnberg
- 1969 1. Preis der internationalen Graphikausstellung in Ljubljana
- 1971 Faber-Castell-Reisestipendium
- 1993 1. Kunstpreis der Nürnberger Nachrichten
- 1998 Kulturpreis der Stadt Nürnberg
- 1999 Stipendium der Familie Luber, Goldener Löwe - Kallmünz (1 Monat Kost und Logis frei, täglich eine Warme Mahlzeit und ein Maß Bier)
- 2008 Bürgermedaille der Stadt Nürnberg

## Werke (Auswahl)
- Evang.-Lutherische Gesamtkirchenverwaltung Nürnberg (Hrsg.): Das evangelische Nürnberg. 50 Jahre ev.-luth. Gesamtkirchenverwaltung Nürnberg. 25. April 1914 - 25. April 1964. Textzusammenstellung Kirchenrat Heinrich Schick, Bildauswahl Kirchenbauamt, Graphische Gestaltung Toni Burghart, Nürnberg. Neustadt an der Aisch: Verlag Ph. C. W. Schmidt, ohne Jahr

- Georg Mörsberger: Man sagt ja nix, man red't ja bloß. 40 Glossen aus 17 Jahrgängen der „Nürnberger Nachrichten“. Graphik: Toni Burghart. Nürnberg: Verlag Nürnberger Presse. 1964, 100 S.

- Hans Bertram Bock (Redaktion): Albrecht-Dürer-Almanach. Farb., meist ganzseitige Ill. von Toni Burghart. Nürnberg: Verlag Nürnberger Presse, 1971, 144 S. (Albrecht-Dürer-Almanach zum 500sten Geburtstag von Albrecht Dürer. Beiträge: Hermann Kesten: Die Gesichter einer Stadt; Ludwig Baer: Die Nürnberger und „Die vier Apostel“; Joachim Kaiser: Kunstverehrung und Selbstkritik; Anton Dieterich: Dürer auf der Iberischen Halbinsel; Hermann Glaser: Albrecht Dürer als germanische Sehnsucht; Hendrik Bebber: An der Schwelle zur Renaissance; Toni Burghart: Willibald und Albrecht albern; Max von der Grün: Impressionen eines Außenseiters)

- Das ist die Dinx! Das ist die Dinx! Sie wissen schon, bei Kairo linx. Nürnberg: Kyrenia-Press, 1980, 80 S., ISBN 3-88517-020-5; 2. Auflage, Nürnberg: Südhanse, 1981,  ISBN 3-88691-000-8

- Individuelle Skizzenbücher. Nürnberg: Albrecht-Dürer-Gesellschaft, 1983, 14 S.

- Buchfink. 28 Gedichte und 25 Original-Linolschnitte. Hersbruck: Original Hersbrucker Bücherwerkstätte, 1983, [36] S. 25 Ill.

- Lajos Keresztes,  Peter Kampehl, Toni Burghart: Licht, Zeichen, Sprache. Bildband. Nürnberg: Buch- u. Zeitschriften Vertriebs GmbH 1985, 204 S., ISBN 3923917015

- Klaus Schamberger: Kehrichteimer & Co. - Lauter Nürnberger Gedichte. Mit Illustrationen von Toni Burghart. München: Hugendubel, 1992, 112 S., ISBN 3-88034-638-0

- Werkstattbuch. Texte, Porträts und Ill. von Toni Burghart .... - Hersbruck: Orig. Hersbrucker Bücherwerkstätte, 1999, 35 S.

- Fritz Aschka und Toni Burghart (Hrsg.): Nürnberg. Das neue Jahrtausend beginnt. Vorwort: Oberbürgermeister Ludwig Scholz, Text: Fritz Aschka, Zeichnungen und Texte: Toni Burghart, Fotografien: Lajos Keresztes. Nürnberg: Verlag Nürnberger Presse, 2000, 343 S., ISBN 3-931683-05-2

- Toni Burghart. Bildband, ca. 70 mehrfarbige Abbildungen, Bilder Toni Burghart. Text Birgit Suk. Fotogr.: Willy Weihreter. Cadolzburg: Ars Vivendi Verlag, 2003, 96 Seiten, ISBN 3-89716-503-1